# (7894) Rogers
(7894) Rogers est un astéroïde de la ceinture principale.

## Description
(7894) Rogers est un astéroïde de la ceinture principale. Il fut découvert le 6 décembre 1994 à Ōizumi par Takao Kobayashi. Il présente une orbite caractérisée par un demi-grand axe de 2,57 UA, une excentricité de 0,13 et une inclinaison de 14,1° par rapport à l'écliptique.

## Compléments